# Каминский, Иосиф Бенционович
Ио́сиф Бенцио́нович Ками́нский (ивр. יוסף קמינסקי‎; 17 апреля 1887, Елисаветград, Херсонская губерния, Российская империя — 4 апреля 1938, Бийск, СССР) — один из лидеров сионистского движения в Советском Союзе в 1930-е годы, член Центрального комитета трудовой сионистской партии Советского Союза, политзаключённый.

## Биография
Родился 17 апреля 1887 года в Елисаветграде (сейчас–Кропивницкий) в семье владельцев пекарней и торговцев мукой Бенциона и Песи Каминских. Окончил городское училище в Елисаветграде, а в 1904-1905 годах учился в Одесской школе мукомолов. За участие в революционных собраниях и строительство баррикад во время Революции 1905—1907 годов был арестован полицией. До появления «Высочайшего Манифеста об усовершенствовании государственного порядка» 17 октября 1905 года находился в тюрьме.
В 1905-1908 годах зарабатывал частными уроками и сдавал экстерном экзамены за курс гимназии. В 1908-1914 годах – студент медицинского факультета Берлинского университета. Принимал участие в деятельности сионистских организаций. Выступал на 10-м Сионистский конгрессе в Базеле в 1911 году. Вернулся в 1914 году в Россию, где до 1917 года служил служил в чине старшего ординатора военного госпиталя. C 1922 года преподавал в Московском медтехникуме «Медсантруд», в 1925-1932 работал гинекологом в поликлиниках Москвы. В 1934 – доверенный врач Райпрофсоюза Московско-Казанской железной дороги.
В 1925-1916 годах состоял в легальном Гехалуце. Арестован 28 сентября 1934 года по подозрению в совершении преступлений по статьям 58-10 и 58-11 УК РСФСР.
С 1933 года являлся одним из руководителей «Объединенного мерказа сионистских организаций в СССР» и членом Центрального комитета трудовой сионистской партии Советского Союза. Издавал вместе с соратниками подпольный бюллетень «Аль ха-Мишмар» («На страже»), лично делая переводы с ивритских газет, издававшихся на территории Британского мандата. Организовал деятельность по оказанию финансовой помощи арестованным и сосланным сионистам. Автор текста меморандума о положении евреев в СССР для информирования сионистских организаций в Палестине. Осужден 15 февраля 1935 года Особым совещанием при НКВД СССР за участие в антисоветской организации на 5 лет исправительно-трудовых лагерей.
Срок заключения отбывал в Сиблаге, где 3 марта 1938 года повторно арестован по делу «Российского общевоинского союза» и приговорен к смертной казни. Расстрелян в Бийске 4 апреля 1938 года.
Внук – израильский политик, депутат кнессета Юрий Штерн.